# Eudicrana basinerva
Eudicrana basinerva är en tvåvingeart som beskrevs av Freeman 1951. Eudicrana basinerva ingår i släktet Eudicrana och familjen svampmyggor. Inga underarter finns listade i Catalogue of Life.